# Charles Rosher
Charles Gladdish Rosher (ur. 17 listopada 1885 w Londynie, zm. 15 stycznia 1974 w Lizbonie) – angielski operator filmowy. Pracował w Hollywood od wczesnych lat epoki kina niemego do połowy lat 50. XX wieku.

## Życiorys
Był ulubionym operatorem i przyjacielem gwiazdy kina niemego Mary Pickford. Odpowiadał za zdjęcia do wszystkich filmów z jej udziałem z lat 1918–1927, aż do poróżnienia się z nią na planie Kokietki (1929) Sama Taylora.
Został pierwszym w historii laureatem Oscara za najlepsze zdjęcia. Zdobył go wraz z Karlem Strussem za Wschód słońca (1927) w reżyserii Friedricha Wilhelma Murnau. Łącznie był sześciokrotnie nominowany do tej nagrody. Zdobył ją po raz drugi za zdjęcia do filmu familijnego Roczniak (1946) Clarence’a Browna.
Autor zdjęć do około 140 filmów, m.in. Długonogi tata (1919), Sprawa Celliniego (1934), Młody lord Fauntleroy (1936), Kismet (1944), Jolanda i złodziej (1945), Rekord Annie (1950), Scaramouche (1952) czy Pocałuj mnie, Kasiu (1953). W ostatnim okresie swojej twórczości często współpracował z reżyserem filmowych musicali George’em Sidneyem.